# Nava de Roa
Nava de Roa è un comune spagnolo di 224 abitanti situato nella comunità autonoma di Castiglia e León.